# داريكسون فويلتو
داريكسون فويلتو (بالإسبانية: Darixon Vuelto)‏ (15 يناير 1998 في هندوراس - ) هو لاعب كرة قدم هندوراسي في مركز الوسط. لعب مع نادي تينيريفي.

## روابط خارجية
- داريكسون فويلتو على موقع قاعدة بيانات كرة القدم.إي يو (الإنجليزية)
- داريكسون فويلتو على موقع ناشيونال فوتبول تيمز (الإنجليزية)
- داريكسون فويلتو على موقع Soccerway.com (الإنجليزية)
- داريكسون فويلتو على موقع AS.com (الإسبانية)